# Repsol
Repsol S.A. er et spansk multinationalt olie- og gasselskab med hovedkvarter i Madrid. Virksomheden beskæftiger sig med alle områder indenfor olie og gas, hvilket inkluderer efterforskning, udvinding, raffinering, distribution, marketing, petrokemikalier, elproduktion og handel. I 2021 var omsætningen på 52 mia. euro og der var 24.000 ansatte. Repsols historie går tilbage til det statsejede CAMPSA (Compañía Arrendataria del Monopolio de Petróleos S.A.), der blev etableret i 1927. I 1997 blev Repsol privatiseret.